# Giovanni Giovio
Giovanni Giovio (Como, 1818 – Milano, 1902) è stato un politico italiano.

## Biografia
Fu Deputato del Regno d'Italia nella VIII legislatura, eletto nel Collegio elettorale di Como. 